# Krasny Kholm
Krasny Kholm (en russe : Кра́сный Холм, signifiant « Colline rouge ») est une ville de l'oblast de Tver, en Russie, et le centre administratif du raïon de Krasny Kholm. Sa population s'élevait à 5 367 habitants en 2014.

## Géographie
Krasny Kholm est arrosée par les rivières Neledina et Mologa (bassin de la Volga), et située à 152 km au nord-est de Tver et à 258 km au nord de Moscou.

## Histoire
L'origine de Krasny Kholm remonte à 1518 : c'était alors le village de Spas-na-Kholmou, qui demeura la propriété du monastère Saint-Nicolas d'Antoniev jusqu'à la sécularisation de ses terres en 1764. La localité reçut le statut de ville en 1776 ainsi que son nom actuel. L'arrivée de la voie ferrée Saint-Pétersbourg – Rybinsk en 1899 stimula le développement de Krasny Kholm.

## Patrimoine
Sur la rive de la Mologa, à moins de trois kilomètres de la ville, se trouvent les ruines du monastère Antoniev, fondé par Saint Antoine de Krasny Kholm, qui donna naissance à la ville. La cathédrale du monastère fut construite en 1481, à la demande d'Andreï Bolchoï. Elle fut consacrée en 1493 et reconstruite en pierre calcaire un demi-siècle plus tard. Ce bâtiment, le plus ancien de l'oblast, a été réduit à l'état de ruines par les bolcheviks, et faute de toit il continue de se détériorer. L'église de l'Intercession (1596), ainsi que des murs et des cellules du XVIIe siècle ont été démolis ou mutilés au point d'être irréparables.

## Population
Recensements (*) ou estimations de la population
| 1825  | 1840  | 1856  | 1885  | 1897* | 1910  |
| ----- | ----- | ----- | ----- | ----- | ----- |
| 1 557 | 1 666 | 1 827 | 1 791 | 2 514 | 2 680 |

| 1920  | 1926* | 1931  | 1939* | 1959* | 1970* |
| ----- | ----- | ----- | ----- | ----- | ----- |
| 3 842 | 4 617 | 4 300 | 6 770 | 6 948 | 7 296 |

| 1979* | 1989* | 2002* | 2010* | 2013  | 2014  |
| ----- | ----- | ----- | ----- | ----- | ----- |
| 7 498 | 7 875 | 6 396 | 5 608 | 5 430 | 5 367 |

## Économie
La principale entreprise de la ville est : Krasnokholmski Elektromekhanitcheski Zavod (en russe : Краснохолмский электромеханический завод), qui fabrique de l'équipement électrique. La ville possède également quelques industries légères (textile et produits alimentaires).